# Кольцо лучника

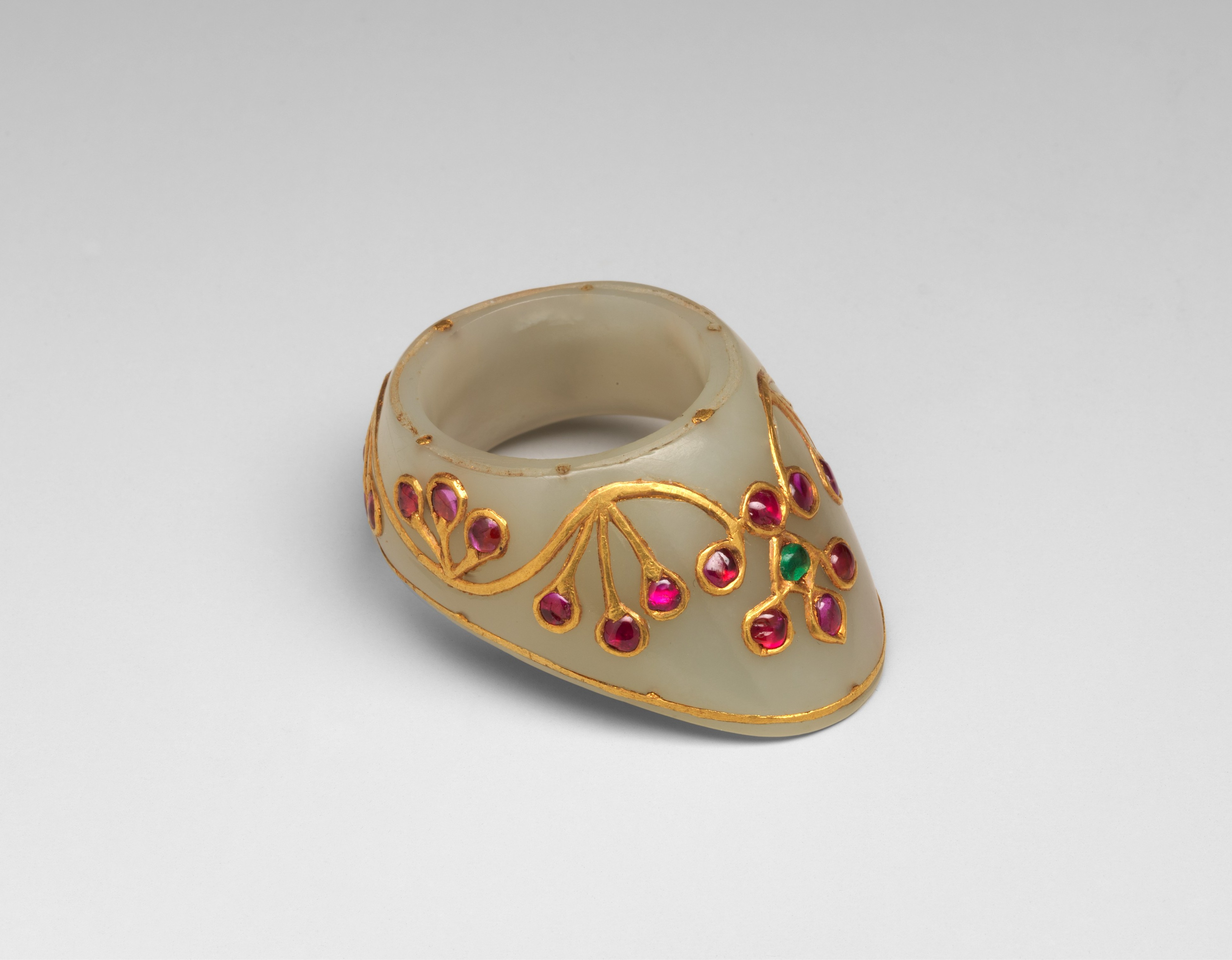
Кольцо лучника, Индия, XVII—XVIII вв. Нефрит, золото, рубины, изумруды

Кольцо лучника — специальное кольцо, надеваемое на большой палец правой руки при стрельбе из лука для защиты от повреждения тетивой. Как правило, кольца лучника имеют характерную цилиндрическую или конусообразную форму. Исторически кольца лучника характерны преимущественно для стран Восточной и Южной Азии, а также Руси, и не были известны в Западной Европе. Могли являться как обычным элементом экипировки лучника, так и предметом роскоши.

## Использование

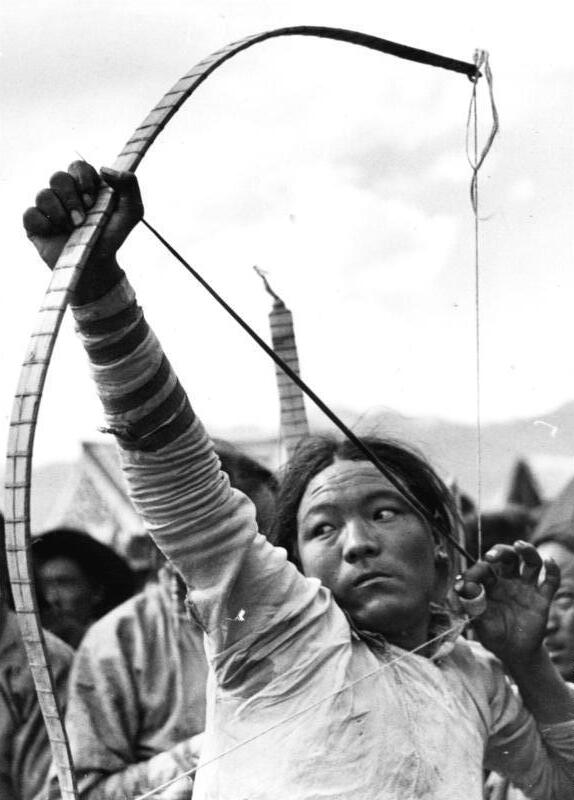
Тибетский лучник с цилиндрическим кольцом на большом пальце, 1938

Кольца лучника характерны для тех культур, где традиционный способ стрельбы из лука включает в себя натяжение тетивы преимущественно при помощи большого пальца. Такой способ натяжения называется «монгольским» и характерен, главным образом, для народов Азии: монголов, корейцев, китайцев, индийцев и других.
Большой палец просовывается концом между указательным и средним, а стрела держится между большим и указательным; нагрузкой является тетива лука, надавливающая на кольцо, непосредственно между суставом и кончиком большого пальца. Считается, что при таком способе стрельбы увеличивается сила натягивания, что немаловажно для композитных луков, а также меткость. Необходимым условием данного метода является использование экипировки для защиты большого пальца от повреждения тетивой при спуске. В Японии при схожем стиле стрельбы в качестве защиты используется специальная перчатка (яп.  югакэ), надеваемая на несколько пальцев.

## История
Кольца лучника были известны с глубокой древности. Помимо Азии, кольца лучника были обнаружены археологами в нубийских пирамидах на территории современного Судана. В Азии известны со времен неолита. Считается, что самые первые кольца лучника изготавливались из кожи и потому не сохранились. Историкам известны кольца из камня, в том числе полудрагоценных минералов (нефрит, яшма, агат и т. д.), кости, рога и полированного дерева. В настоящее время кольца лучника изготавливаются преимущественно из пластика или металла, поскольку костяные и каменные кольца слишком ломкие.
Особо многочисленны сохранившиеся индийские кольца лучника, относящиеся к эпохе Великих Моголов и изготовленные в типичной ювелирной технике кундан. Индийские кольца лучника изготавливались преимущественно из нефрита и украшались золотом, рубинами и изумрудами. Некоторые кольца, принадлежавшие вельможам и правителям, являются произведениями ювелирного искусства и хранятся в музеях. Коллекцией драгоценных колец лучника располагают Музей Виктории и Альберта в Лондоне и Метрополитен-музей в Нью-Йорке. В Эрмитаже хранится богато украшенное парадное кольцо Шаха-Джахана второй четверти XVII века.